# Царева џамија у Фочи
Царева џамија, или џамија Султан Бајезида II Валије, се налази у самом центру Фоче, Република Српска, Босна и Херцеговина. Изграђена је 1501. године. Једна је од тридесетак царских џамија у Босни и Херцеговини. Султан Бајазид II је једини султан по којем су назване двије џамије у Босни и Херцеговини. Поред ове џамије друга је у Невесињу. Проглашена је националним спомеником Босне и Херцеговине.

## Опис добра
Царева џамија припада типу једнопросторних џамија са четворострешним кровом и каменом мунаром високом 32 метра. У Босни и Херцеговини ових џамија има много више него поткуполних. Џамија има отворени простор софа и затворени централни молитвени простор. Изведена од притесаног камена дебљине 110 cm са релативно ниским кровом покривеним цријепом, некада ћерамидом. Махфил је дрвене конструкције, михраб и мимбер су камени, једноличног рјешења и без нарочите декорације. Портал је рађен у камену и декорисан полихромно обрађеним орнаментима, а изнад врата је плоча са натписом.

## Харем уз Цареву џамију
Уз Цареву џамију, са двије стране, налази се харем са бројним нишанима, али су то највећим дијелом споменици из новијег доба, једноставне обраде и већи дио њих су без натписа. Међу нишанима са натписима је споменик Фатиме султаније (принцезе) са натписом о обнови њеног надгробног споменика — 1241. и 1345. године.
Над гробом умрле је саркофаг од већих камених плоча на којем је узглавни нишан са женском капом која је при врху нешто проширена и на чијем завршетку се налази испупчење. Претпоставља се да је принцеза Фатима била кћи султана Бајезида II. Народно предање каже да је Фатима султанија била удата за неког Ченгића у Фочи.

## Степен заштите
Мјесто и остаци градитељске цјелине Царева џамија (Султан Бајезида Валије II џамија) у Фочи проглашени су националним спомеником Босне и Херцеговине од стране Комисије за очување националних споменика БиХ на сједници одржаној од 6. до 10. јула 2004. године.